# Sid Meier's Gettysburg
Sid Meier's Gettysburg är ett spel släppt 1997 av Sid Meier. Det bygger på det berömda slaget vid Gettysburg och spelaren får styra en av de två arméerna som möttes till seger.